# Kabila (Suure-Jaani)
Kabila – wieś w Estonii, w prowincji Viljandi, w gminie Suure-Jaani.